# علي رضا تنكسيري
علي رضا تنكسيري (بالفارسية: عليرضا تنگسیری) هو قائد عسكري إيراني والقائد الحالي للقوة البحرية لحرس الثورة الإسلامية في إيران. تم تعيينه لهذا المنصب في 23 أغسطس 2018 عبر حكم القائد العام للقوات المسلحة الإيرانية سيد علي خامنئي.
واشتهر في العالم العربي إثر تصريحاته المثيرة للجدل، حيث زعم أن العائلة المالكة السعودية، آل سعود، تعود أصولها إلى اليهود، مشيرًا إلى أن الخلاف بين إيران والسعودية يعود إلى صراعات تاريخية بين المسلمين والقبائل اليهودية في القرن السابع.